# Otakar Bartík
Otakar Bartík (21. srpna 1868 Vyšehrad – 24. července 1936 Praha-Královské Vinohrady) byl český taneční a baletní mistr, choreograf, tanečník a impresário. Působil na divadelních scénách po celém světě, zejména v Německu a Americe. Roku 1905 v Chicagu založil První české vaudevillové divadlo a 1909 nastudoval tance do premiéry Prodané nevěsty uskutečněné v Metropolitní opeře, kde sám také tančil.

## Rodina
Narodil se do skromných poměrů v rodině obuvnického mistra Antona Bartíka (* 1829) a jeho ženy Antónie (* 1831), rozené Špátové. Pokřtěn byl jako Ottokar. Žil spolu s rodiči, dvěma sestrami (Anna * 1859, Emílie * 1860)‎‎‎‎‎ ‎a jedním bratrem (Rudolf * 1863) na Vyšehradě u Prahy v měšťanském domě č. p. 64, dnešní Vratislavově ulici.

## Umělecké počátky
K Bartíkovi si zřejmě našlo umění cestu již v mladém věku, kdy zpíval ve sboru kostela svatého Petra a Pavla na Vyšehradě. Tehdejší vedoucí pěveckého sboru ho vybral společně s dalšími šesti chlapci do operety Dona Juanitta, a tak už ve svých sedmi letech vystupoval v Prozatímním divadle v Praze. Dále v rámci tohoto sboru účinkoval např. v Carmen.

## Umělecké vzdělání
Podrobnější informace o Bartíkově vzdělání zachovány nejsou. S jistotou je známo, že několik let byl žákem taneční školy Karla Linka v Krocínově ulici v Praze. Škola byla zaměřená na výuku společenského tance. Bartík ve svých vzpomínkách uvádí, že přibližně v té době se také učil u baletního mistra Václava Reisingera.
Bartík uměl též hrát na housle, na které se učil již od raného mládí. Roku 1882 od svého soukromého učitele Bosáčka Nejedlého obdržel vřelé doporučení ke zkouškám z houslí na Pražské konzervatoři. Poté, kolem roku 1884 navštěvoval hodiny hry na housle u známého českého virtuosa Karla Ondříčka. V zimní sezóně 1889-1890 se dále Bartík vzdělával v koncesované taneční škole Prokopa Laušmana.

## Umělecká kariéra v Čechách

### Bartík pedagogem
Bartíkova pedagogická kariéra započala již v období, kdy se chodil učit tanci do školy Karla Linka. Učil zde tančit malé děti a od roku 1883 ve škole zastával pozici tanečního asistenta. Ve svých osmnácti letech (1886) začal Bartík minimálně na rok vyučovat hru na housle.
Přibližně roku 1887 založil vlastní školu s názvem „Vzorná škola taneční“ v Lobkovickém paláci v Praze. Vyučoval zde „modernímu“ a „salonnímu“ tanci děti od šesti let, začátečníky a pokročilé. Inzeroval výuku polského národního tance „Velká mazurka“ a dalších např. „Salonní skotské“. Škola se poté zřejmě přesunula do zřízeného sálu v Konviktě v Bartolomějské ulici a působila přibližně čtyři roky.
Pedagogicky působil i ve výše jmenované taneční škole společenských tanců P. Laušmana.

### Bartík tanečníkem
Z Bartíkových vzpomínek se dozvídáme, že kolem roku 1884 napsal motivační dopis do Národního divadla, načež ho tehdejší ředitel František Adolf Šubert pozval a po následném prozkoušení angažoval. Po několikáté absenci na zkoušce propadla Bartíkovi v rámci pokuty celá gáže, a tak působení v divadle ukončil. Z 15. dubna 1890 je dochována smlouva, že byl Otakar Bartík přijat Augustinem Bergrem na místo sborového tanečníka a statisty v Národním divadle za patnáct zlatých měsíčně.

## Umělecká kariéra v zahraničí
Na přelomu roku 1889/1890 končila Bartíkova "Vzorná škola taneční" činnost a on se následně vydal do zahraničí. Mnohokrát během jednoho období zastával několik pracovních pozic. Často byl jak baletním mistrem, tak tanečníkem a impresáriem zároveň. Nejdříve působil v Německu jako sólový a sborový tanečník. Poté se přidal ke společnosti „Brettschneiderův Létající balet“, s níž vycestoval do Ruska, Asie, Afriky, Austrálie a nakonec Ameriky, kde strávil zbytek svého profesního života.

### Evropa
Koncem sezóny 1889–1890 přijal Bartík na pět let angažmá v Královském bavorském dvorním a národním divadle v Mnichově, pod vedením sólistky a baletní mistryně Flory Jungmannové. Tančil zde např. v Prodané nevěstě nebo v baletu Die goldene Märchenwelt. Následně byl v srpnu 1894 angažován jako baletní mistr k „slavnostním hrám Wagnerovým do Bayreuthu“. Při této příležitosti se seznámil s tehdejším ředitelem Nového německého divadla v Praze, Angelem Neumannem, který mu nabídl místo a podepsal s ním smlouvu pro pozici baletního mistra v Praze.
Od 1. 12. 1894 Bartík nastoupil do Královské zemské opery v Záhřebu. Přivedl si sebou i malý baletní soubor tanečnic, se kterými společně vystupoval v tanečních číslech a operách. Jeho hlavním sólistou byl později slavný Achille Viscussi. Zdá se, že pravděpodobně po odchodu ze Záhřebu Bartík uskutečnil dvouměsíční turné významnými německými městy. Dále se opět vrátil do Mnichova, tentokrát na tři roky do angažmá ke královskému divadlu na Zahradním městě. V tu dobu ale divadlo bylo v rekonstrukci, a proto se Bartík s celým baletním týmem odebral na čtyřměsíční hostování do Ruska.

### Severní Amerika
Bartík do Ameriky připlul se skupinou "Létající balet" neznámo kdy. Po jejím opuštění zpočátku hostoval se svou společností „Jeunesse Dorré Trouppe“, která se plavila na divadelní lodi „Show Boat“ po řece Mississippi. Roku 1905 se usadil v Chicagu, kde založil První české vaudevillové divadlo, jehož další činnost známa není.
Posléze se přesunul do New Yorku, kde byl v sezóně 1908/1909 angažován v Metropolitní opeře na pozici tanečníka a baletního mistra. Nastudoval tance do připravované německy zpívané premiéry Prodané nevěsty, poprvé uvedené v Metropolitní opeře 19. února 1909. Spolupracoval se souborem českých tanečnic a sám také v představení spolu s partnerkou Ginou Torriani tančil. Bartík v Metropolitní opeře působil až do roku 1933, jeho poslední doložený podíl na inscenacích pochází z roku 1928. V roce 1910 hostovala se svým souborem v Metropolitní opeře ruská tanečnice Anna Pavlovová. Bartík s nimi a zároveň se svými tanečníky uvedl balet Coppélie, v němž opět i tančil. V Metropolitní opeře Otakar Bartík působil až do roku 1933, jeho poslední doložené práce na inscenacích pochází z roku 1928.
Během letní sezóny, kdy se na šest měsíců v Metropolitní opeře nehrálo, Bartík obvykle působil v Ringling Brothers Circus. Přibližně po dobu sedm let s cirkusem spolupracoval jako taneční mistr a choreograf velkých pantomimických baletů, v nichž účinkovala jako tanečnice i jeho manželka.
Mezi další Bartíkovy aktivity se řadí působení jako umělecký manažer. Zastupoval mnoho známých umělců, mezi které se řadila například opěrní zpěvačka Ema Destinnová, sopranistka Selma Kurz, český houslista a skladatel František Drdla, houslový pedagog Otakar Ševčík, houslista a skladatel Jan Kubelík, herečka Mařenka Zieglerová, tenoristé Mario Chamlee či Otakar Mařák a další. Současně také zastupoval tehdejší soubor „Czechoslovakian Band Orchestra“.

### Návrat domů
Bartík sice téměř čtyřicet let působil v zahraničí, pravidelně se ale do Čech vracel. V roce 1928 se v doprovodu manželky Tilly vrátil naposled. Zemřel po krátké, ale těžké chorobě ve věku 68 let v rodné Praze.

## Zajímavosti
Bartíkova žena Tilly měla v budově Metropolitní opery v New Yorku vlastní baletní studio, kde společně se svým mužem vyučovali.
Otakar Bartík se také objevoval ve společnosti vyšších společenských kruhů. Přivezl například Emu Destinnovou a jejího pianistu na oslavy 70. narozenin T. G. Masaryka, kde společně vystupovali. Dále se pravidelně účastnil schůzek Klubu československých umělců v New Yorku. Z jedné schůze konané 18. listopadu 1918 také existuje dochovaná fotografie v hotelu Waldorf-Astoria, na které Bartík sedí v prezidentové těsné blízkosti.

## Díla

#### Uvedené choreografie, výběr
- Österreichische Märsche. (balet), 20.10.1894, Nové německé divadlo v Praze
- Vídeňské valčíky. (tříaktový balet, Josef Bayer), 20.10.1894, Nové německé divadlo v Praze
- Coppélia. (balet), 1895, Královská zemská opera v Záhřebu
- Královna Loutek. (balet), Královská zemská opera v Záhřebu
- Studentská láska. (balet), Královská zemská opera v Záhřebu
- Tanhäusera. (opera, Wagner), 1894, Wagnerovo divadlo v Bayreuthu
- Prodaná nevěsta. (opera), 19. 2. 1909, Metropolitní opera v New Yorku
- Polovecké tance. (opera Kníže Igor, Alexandr Porfirievič Borodin), 30. 12. 1915, Metropolitní opera v New Yorku

A další díla, na kterých pracoval jako choreograf, např.: Aida (Verdi), Cara a tesař (Lortzingo), Piková dáma (Čajkovský). Nebo vytvořená představení pro Ringling Brothers Cirkus: Kleopatra, Princ Wizard, Panna Orleánská, Princ Charming, Johanka z Arku, Královna Sábská, Popelka a další.

#### Taneční role, výběr
- Prodaná nevěsta. (opera), 1889/1890, Královské bavorské dvorní a národní divadlo v Mnichově
- Die goldene Märchenwelt. (Opera), 1889/1890, Královské bavorské dvorní a národní divadlo v Mnichově, Bartík tančil jednoho z dvorních bláznů a zároveň mlynářského pomocníka
- Prodaná nevěsta. (opera), 1909, Metropolitní opera
- Coppélia. (balet), 1910, Metropolitní opera v New Yorku, se souborem Anny Pavlovové
- Petruška. (balet), 1919, Metropolitní opera v New Yorku, choreografie Adolf Bolm, hudba Igor Fiodorovič Stravinský, Otakar Bartík v roli šarlatána
- Le Coq d´Or. (opera-pantomima), 6. 3. 1918, Metropolitní opera v New Yorku, choreografie Adolf Bolm, hudba Rimský-Korsakov, Otakar Bartík v roli generála

#### Vlastní kompozice, výběr
- Dance in the Place Kongo. (balet), vlastní choreografie, hudba Henri F. Gilbert, odehrávající se v New Orleansu začátkem 19. století
- Má lásko. (taneční skladba), složena v období působení v Královském bavorském dvorním a národním divadle v Mnichově
- Na shledanou. (taneční skladba), složena v období působení v Královském bavorském dvorním a národním divadle v Mnichově.

#### Slovníky
- BRODSKÁ, Božena. Bartík, Otakar. In: Slovnik.českýhudebníslovník.cz [online]. Praha: Centrum hudební lexikologie. Aktualizováno: 8.3.2009. Dostupné z: https://slovnik.ceskyhudebnislovnik.cz/component/mdictionary/?task=record.record_detail&id=5296
- HOLEŇOVÁ, Jana, ed. Český taneční slovník: tanec, balet, pantomima. Praha: Divadelní ústav, 2001. ISBN 80-7008-112-0. s. 51.

#### Knihy
- NOVÁK, Ladislav. O těch, kteří odešli. Praha: Nakladatelské družstvo Máje, 1940. s. 126–133.

#### Studie
- PAULOVÁ, Eva. Pozůstalost Otakara Bartíka. In: Hudební věda [online]. Praha: Ústav dějin umění, Akademie věd České republiky. roč. 51 (2014), č. 1-2, s. 175-190. ISSN 2694-6998. Dostupné z: https://www.nm.cz/paulova-eva-phdr, https://kramerius.lib.cas.cz/uuid/uuid:95399aa3-88c3-45d4-b274-b674b8a7b0ce.

### Prameny

#### Archiválie
- České muzeum hudby, hudebněhistorické oddělení, č. př. 53/60 – 2 krabice (černé), Pozůstalost Otakara Bartíka z 23.08 – darem, sklady ČSAD v Praze-Troji, čj-754.
- České muzeum hudby, hudební ikonografie, in. č. F8737-9059, č. př. 53/60, Pozůstalost Otakara Bartíka z 23.08 – darem, sklady ČSAD v Praze-Troji, čj-754.
- Archiv hlavního města Prahy, sbírka matrik, kostel sv. Petra a Pavla, Kniha narozených N 11, 1865–1875, s. 81.
- Národní archiv, digitalizované pobytové přihlášky policejního ředitelství (konskripce), Dostupné z: http://digi.nacr.cz/prihlasky2/?action=image&record=489.

#### Dobová periodika
- Vom Chorknaben zum Metropolitan-Ballettmeister: Otakar Bartík und seine Künstlerlaufbahn. Prager Presse, r. 12, č. 78, s. 4–5 Praha: Orbis, 18.3.1932, č. 12, s. 4-5. Národní muzeum. Dostupné z: https://ndk.cz/uuid/uuid:240fdd60-19b3-11e8-8ee4-005056825209.